# Călătorie în lumea legendelor
Călătorie în lumea legendelor sau Călătoria inorogului (titlu original: Voyage of the Unicorn) este un film american de televiziune din 2001 regizat de Philip Spink. Rolurile principale au fost interpretate de actorii Beau Bridges, Chantal Conlin și  Heather McEwen. Este un film fantastic bazat pe cartea Voyage of the Basset de James C. Christensen. A avut premiera pe canalul TV1000 la 2 și 3 martie 2001.

## Prezentare
« Credendo vides (it) – Trebuie să crezi pentru a vedea »

(Motto-ul lui Cassie, al reginei zânelor și cuvintele scrise pe pânzele navei cu care călătoresc)
Dr. Alan Aisling este un profesor de antichități și văduv. Fiica sa mai mică, Cassie, visează la o lume mitologică fiind obsedată de un album al mamei sale cu imaginile unor creaturi fantastice Acest lucru o enervează pe sora ei mai mare, pe ursuza Miranda.
Apoi ceva magic se întâmplă: Alan, Cassie și Miranda sunt fugăriți de o bandă de troli monstruoși de care scapă momentan îmbarcându-se pe o corabie misterioasă denumită Unicorn, corabie condusă de piticul Malachi ajutat de elful Sebastian. Cu toții ajung în lumea imaginație, pe Insula Zânelor, unde află că există o profeție care spune că  Alan și fetele sale trebuie să salveze lumea de invazia trolilor cu ajutorul unui dragon.  Aceștia pleacă în căutarea dragonului fiind urmăriți de troli.
De-a lungul călătoriei ajung în labirintul Minotaurului, ținuturile sirenelor și în palatul Meduzei din ținuturile interzise. În labirint găsesc capul scheletic al unui dragon pe care îl iau pe corabie. După o luptă cu trolii, aceștia fură capul dragonului.
Între timp trolul Skotos, care a devenit rege al trolilor, împreună cu armata sa, a atacat și a cucerit Insula Zânelor, capitala lumii magice. Toți locuitorii sunt luați sclavi și puși să lucreze în mină.
Corabia Unicorn se duce pe insula trolilor unde echipajul acesteia recuperează craniul dragonului. În timpul luptei,  se întâmplă ceva cu craniul: acesta se transformă într-un dragon viu care alungă toți trolii.
Apoi Alan împreună cu fiicele sale se întorc acasă deoarece profeția s-a împlinit.

## Distribuție
- Beau Bridges - Profesor Alan Aisling
- Chantal Conlin - Cassie Aisling
- Heather McEwen - Miranda Aisling
- Mackenzie Gray - Skotos
- John DeSantis - Cratch
- Adrien Dorval - Mog
- Colin Heath - Malachi
- Kristian Ayre - Sebastian
- Mark Gibbon - Minotaur
- Kira Clavell - Medusa
- Kimberly Hawthorne - Sphinx
- Markus Parilo - Oberon
- Ocean Hellman - Titania
- Wanda Cannon - Lily
- C. Ernst Harth - Olaf the Ogre

## Lansare
- Filmul a fost lansat și pe DVD împreună cu filmul TV  "The Old Curiosity Shop" (cu Sir Peter Ustinov) în 2007.
- Ambele părți ale filmului fost lansate pe VHS de Hallmark Entertainment ca un întreg.